# Le rôle du serment d'Hippocrate dans la pratique médicale à travers l’histoire
 (avril 2024).
- Si vous ne connaissez pas le sujet, laissez ce bandeau (vous pouvez alors contacter les auteurs).
- Si vous supprimez le contenu mis en cause (vous pouvez préalablement contacter les auteurs),

argumentez précisément cette suppression dans la page de discussion
(un manque de référence n'est pas un argument ; une recherche réelle de référence doit avoir été effectuée, être formellement documentée).
 (avril 2024).
La mise en forme du texte ne suit pas les recommandations de Wikipédia : il faut le « wikifier ».
Les points d'amélioration suivants sont les cas les plus fréquents :
- Les titres sont pré-formatés par le logiciel. Ils ne sont ni en capitales, ni en gras.
- Le texte ne doit pas être écrit en capitales (les noms de famille non plus), ni en gras, ni en italique, ni en « petit »…
- Le gras n'est utilisé que pour surligner le titre de l'article dans l'introduction, une seule fois.
- L'italique est rarement utilisé : mots en langue étrangère, titres d'œuvres, noms de bateaux, etc.
- Les citations ne sont pas en italique mais en corps de texte normal. Elles sont entourées par des guillemets français : « et ».
- Les listes à puces sont à éviter, des paragraphes rédigés étant largement préférés. Les tableaux sont à réserver à la présentation de données structurées (résultats, etc.).
- Les appels de note de bas de page (petits chiffres en exposant, introduits par l'outil «  Source ») sont à placer entre la fin de phrase et le point final[comme ça].
- Les liens internes (vers d'autres articles de Wikipédia) sont à choisir avec parcimonie. Créez des liens vers des articles approfondissant le sujet. Les termes génériques sans rapport avec le sujet sont à éviter, ainsi que les répétitions de liens vers un même terme.
- Les liens externes sont à placer uniquement dans une section « Liens externes », à la fin de l'article. Ces liens sont à choisir avec parcimonie suivant les règles définies. Si un lien sert de source à l'article, son insertion dans le texte est à faire par les notes de bas de page.
- La présentation des références doit suivre les conventions bibliographiques. Il est recommandé d'utiliser les modèles {{Ouvrage}}, {{Chapitre}}, {{Article}}, {{Lien web}} et/ou {{Bibliographie}}. Le mode d'édition visuel peut mettre en forme automatiquement les références.
- Insérer une infobox (cadre d'informations à droite) n'est pas obligatoire pour parachever la mise en page.

Pour une aide détaillée, merci de consulter Aide:Wikification.
Si vous pensez que ces points ont été résolus, vous pouvez retirer ce bandeau et améliorer la mise en forme d'un autre article.
Cet article examine l'évolution de l'éthique médicale à travers les âges, en mettant l'accent sur le serment d'Hippocrate. Il est divisé en quatre parties distinctes, chacune offrant un regard approfondi sur différents aspects de l'évolution éthique dans le domaine de la médecine et en droit. Il débute environ 1700 ans avant J.-C., explorant l'éthique médicale avant Hippocrate à Babylone, l'introduction de la médecine hippocratique dans la Grèce antique, les procès de médecins à Genève en 1946 et terminant avec sa pertinence dans le monde moderne.

## Quelle était l'éthique médicale avant Hippocrate?

### Environ 1700 ans av. J.-C.
Sous le règne du roi Hammurabi de Babylone, il existait un ensemble de lois écrites appelé le Code de Hammurabi. Ce code est célèbre pour être l’une des premières formes d’expressions codifiées du droit dans l’histoire de l’humanité. Une partie de ce code concernait la réglementation de la pratique médicale. Il imposait des normes et des sanctions pour les praticiens de la médecine de l’époque. Ces lois étaient conçues pour protéger les patients contre les médecins incompétents ou malhonnêtes. En imposant des règles et des responsabilités aux médecins, le Code de Hammurabi cherchait à garantir un niveau minimum de qualité dans la prestation des soins de santé. Cette réglementation précoce de la médecine à Babylon fait de cette civilisation une pionnière dans le domaine de la règlementation juridique de la pratique médicale. La société de l’époque était divisée en trois classes sociales: les awelum, les mushkenum et les wardum.
- Les awelum constituait la classe supérieure comprenant les aristocrates, les hommes d'affaires, les seigneurs féodaux, les hommes libres, les gentlemen, les grands propriétaires terriens, les chefs militaires, les fonctionnaires du palais, les professions libérales et les prêtres du temple.
- Les mushkenum formaient la classe moyenne, regroupant les hommes libres, qu’ils soient pauvres ou riches, les roturiers possédant les petites propriétés, les métayers, les artisans, les marchands, les travailleurs salariés et même les anciens esclaves.
- Quant aux wardum, ils étaient les esclaves masculins et féminins.
Quelle que soit leur classe sociale, tous avaient accès aux soins médicaux, cependant certaines sanctions prévues par le Code variaient en fonction du statut de la personne. Dans le cas des awelum, le Code stipulait que si un chirurgien pratiquait une opération avec une lancette de bronze ou opérait spécifiquement avec une lancette sur l'œil, et qu'il en résultait soit la perte de l'œil pour le patient, soit la mort du patient, l'État couperait la main du chirurgien (Code n° 218). En revanche, si le médecin opérait avec une lancette de bronze un esclave appartenant à un roturier et qu'il en résulte la mort de l'esclave, le médecin devait remplacer l'esclave par un autre de même valeur (Code n° 219). De plus, le code de Hammurabi fixait des tarifs médicaux différenciés pour les opérations chirurgicales en fonction du statut socio-économique de chaque patient (n° 215-17; 221-23).
Les règles de qualité de soins de santé du Code ne laissaient aucune marge d'erreur. Si le médecin commettait une erreur par omission ou par commission, on lui coupait les doigts ou les mains, ce qui mettait immédiatement fin à sa pratique. Cette punition sévère pour négligence visait à éliminer les médecins incapables de fournir des soins adéquats.
Par ailleurs, le Code s'intéressait principalement aux procédures chirurgicales et accordant peu d'attention aux pratiques médicales non chirurgicales. Cela découle du fait que les Babyloniens considéraient que la chirurgie présentait des risques plus immédiats et plus graves pour les patients que d'autres formes de médecine, telles que les thérapies diététiques ou magiques. Par conséquent, les mesures juridiques visaient principalement à prévenir les abus dans les procédures chirurgicales.
Bref, ce Code définissait les devoirs des médecins, abordait leur conduite professionnelle et introduisait la notion de responsabilité, civile et pénale, en cas de soins insuffisants ou de négligence. Le Code énonçait essentiellement des règles juridiques pour la pratique médicale et précisait les sanctions prévues en cas de manquement à ces règles. Cela souligne l’importance accordée à la protection des patients et à l’établissement de normes dans le domaine de la santé durant l’époque avant les principes de la médecine hippocratique.

## Les principes de la médecine hippocratique

### 500 ans av. J.-C.
Dans la Grèce antique, les fondements de la science et l’étude du fonctionnement du corps humain ont été développés dans le but de comprendre les causes des maladies et de promouvoir la santé. Il s’agissait notamment de l'étude de la physiologie, qui portait sur le fonctionnement des organes et des systèmes du corps, de l'anatomie, qui étudiait la structure du corps, et de la psychologie, qui s'intéressait à l'esprit et au comportement humains.
Tout d’abord, les médecins hippocratiques étaient encouragés à étudier l'anatomie, en particulier la colonne vertébrale et son lien avec le système nerveux pour faciliter la reconnaissance des symptômes. En outre, ils cherchaient à comprendre comment l’environnement dans lequel vivait un individu pouvait contribuer à ses maladies. La médecine hippocratique reconnaissait également l'influence des facteurs psychologiques, nutritionnels et du mode de vie sur la santé.
De plus, elle mettait l'accent sur l'harmonie dans les environnements sociaux et naturels pour favoriser la santé, en accordant une attention particulière au bien-être du patient pour une pratique médicale holistique.
En résumé, la médecine hippocratique se distingue des premières pratiques médicales traditionnelles, telle que celles de Babylone, parce qu’elle comprenait une approche holistique des soins de santé, mettant l'accent sur les connaissances scientifiques, les influences environnementales, les soins centrés sur le patient et les principes éthiques dans la pratique médicale. Les praticiens ont cherché à explorer ces domaines pour mieux comprendre comment le corps fonctionne, ce qui leur permettrait de traiter les maladies de manière plus efficace et de promouvoir le bien-être général. Ces principes se retrouvent dans le serment d'Hippocrate, qui met l’accent sur l'intégrité professionnelle, la bienveillance et le respect de la dignité humaine en médecine.

#### Le serment d'Hippocrate
Le serment est un texte court et il est souvent divisé par les érudits en sections et en paragraphes afin de pouvoir développer des arguments spécifiques.

Section 1 : le préambule
(Paragraphe 1) Je jure par Apollon, médecin, par Esculape, par Hygie et Panacée, par tous les dieux et toutes les déesses, les prenant à témoin que je remplirai, suivant mes forces et ma capacité, le serment et l’engagement suivant :
Cette première section comprend l’invocation des dieux de la santé et la déclaration de serment elle-même. Elle reconnaît la transition de la médecine de la guérison divine à la guérison scientifique et souligne la signification du serment en tant qu'engagement plutôt que simple promesse. Elle mentionne également la lignée des dieux, avec Apollon comme dieu de la guérison, son fils Asclépios comme dieu de la médecine, et les filles d'Asclépios, Hygie, déesse de la santé ou des soins de santé préventifs, et Panacée, déesse d'un remède universel ou unique.

Section 2: l’engagement
(Paragraphe 2) Je mettrai mon maitre de médecin au même rang que les auteurs de mes jours, je partagerai avec lui mon avoir et, le cas échéant, je pourvoirai à ses besoins ; je tiendrai ses enfants pour des frères, et, s’ils désirent apprendre la médecine, je la leur enseignerai sans salaire ni engagement. Je ferai part des préceptes, des leçons orales et du reste de l’enseignement à mes fils, à ceux de mon maitre et aux disciples liés par engagement et un serment suivant la loi médicale, mais à nul autre.
La deuxième section met en avant les responsabilités de l’étudiant envers son maitre, envers la famille de son maitre et ses obligations concernant la transmission de ses connaissances médicales aux autres. Elle souligne l'importance de la relation enseignant et étudiant dans le transfert du savoir médical et la nature collective de la pratique médicale. De plus, elle mentionne la possibilité d’un éducation médicale gratuite pour le fils preneur de serment et du professeur.

Section 3: le code d’éthique
(Paragraphe 3) Je dirigerai le régime des malades à leur avantage, suivant mes forces et mon jugement, et je m’abstiendrai de tout mal et de toute injustice.
(Paragraphe 4) Je ne remettrai à personne du poison, si on m’en demande, ni ne prendrai l’initiative d’une pareille suggestion; semblablement, je ne remettrai à aucune femme un pessaire abortif, je passerai ma vie et j’exercerai mon art dans l’innocence et la pureté.
(Paragraphe 5) Je ne pratiquerai pas l’opération de la taille.
(Paragraphe 6) Dans quelque maison que j’entre, j’y entrerai pour l’utilité des malades, me préservant de tout méfait volontaire et corrupteur, et surtout de la séduction des femmes et des garçons, libres ou esclaves.

(Paragraphe 7) Quoi que je voie ou entende dans la société pendant l’exercice ou même hors de l’exercice de ma profession, je tairai ce qui n’a jamais besoin d’être divulgué, regardant la discrétion comme un devoir en pareil cas.
La troisième partie du serment d'Hippocrate interdit la distribution de poisons, la pratique d'avortements et d'opérations chirurgicales, les relations sexuelles avec les patients et la divulgation à autrui des détails de la vie privée des patients. Cette section est considérée comme le fondement de la profession, car elle renferme les principes éthiques de bienfaisance, de non-malfaisance, de respect de la vie, d'intégrité professionnelle, de limitation de l'expertise, d'interdiction des abus sexuels et de la confidentialité. Elle souligne le devoir fondamental d'aider les patients et de s'abstenir de toute action nuisible ou contraire à l'éthique.

Section 4: la péroraison
(P8) Si je remplis ce serment sans l’enfreindre, qu’il me soit donné de jouir heureusement de la vie et de ma profession, honoré à jamais des hommes ; si je le viol et que je me parjure, puissé-je avoir un sort contraire.
La conclusion du serment d'Hippocrate aborde les récompenses liées à son respect et les conséquences liées à sa violation. Le respect du serment apporte l'honneur, la gloire et une réputation professionnelle positive, favorisant un sentiment d'approbation de la part de la communauté et servant de motivation pour des actions vertueuses. À l'inverse, le non-respect du serment entraîne le malheur, le déshonneur et une réputation ternie, les dieux étant les arbitres ultimes du jugement. Dans la Grèce antique, bien qu'il n'y ait pas eu de sanctions légales pour les médecins fautifs, le serment a servi à établir une identité professionnelle et un cadre moral au sein de la communauté médicale.

## Les procès de Nuremberg - des expériences non éthiques sur des humains

### 1946 - aujourd'hui
Après la deuxième guerre mondiale, l'Association médicale mondiale de Genève en Suisse, a exprimé, son inquiétude face aux révélations sur les expérimentations humaines menées par des médecins dans l’Allemagne nazie. Ce scandale a conduit à l’ouverture du procès des médecins le 9 décembre 1946, qui s’est conclu le 19 juillet 1947. Dans sa déclaration d’ouverture, le procureur général a souligné que cette affaire dépassait la simple question de meurtre, car les médecins accusés avaient violé leur serment de «s’abstenir de tout mal» et de respecter les principes d’Hippocrate. Les accusés étaient impliqués dans des expériences sur des prisonniers de guerre et des civils, souvent qualifiés de vieillards, de fous ou de malades incurables, et coupables de meurtres de masse sous prétexte d’euthanasie. Ces crimes, y compris les expériences médicales menées sans consentement, ont entrainé des meurtres, des brutalités et des tortures. Le procès connu sous le nom de Procès des Médecins nazis à Nuremberg, a été conduit par le Tribunal militaire international.
À la suite de ce procès, les juges ont reconnu qu'il était insuffisant de se fier uniquement sur les principes éthiques d'Hippocrate pour protéger les personnes participant à des recherches, ce qui a conduit à l'élaboration du code de Nuremberg. Cet ensemble de dix principes a changé la manière dont les médecins abordaient la recherche en mettant l'accent sur le consentement éclairé et le droit de se retirer des expériences. Contrairement au modèle hippocratique traditionnel, où le patient est passif, le code de Nuremberg a placé les droits de l'homme au même niveau que l'éthique médicale. Cette intégration des principes a marqué un point de départ dans la protection des sujets humains participant à des recherches.

#### Déclaration de Genève
Les préoccupations éthiques issues des procès ont poussé l'Association médicale mondiale à Genève à adopter la Déclaration de Genève, également connue sous le nom de serment du médecin, en 1948. Amendée en 1968, 1983, 1994 et 2017, cette déclaration modernisée du serment d'Hippocrate conserve ses principes moraux fondamentaux tout en tenant compte des complexités éthiques de la médecine contemporaine.
Le serment du médecin
En qualité de membre de la profession médicale
Je prends l’engagement solennel de consacrer ma vie au service de l’humanité;
Je considérerai la santé et le bien-être de mon patient comme ma priorité;
Je respecterai l’autonomie et la dignité de mon patient;
Je veillerai au plus grand respect de la vie humaine;
Je ne permettrai pas que des considérations d’âge, de maladie ou d’infirmité, de croyance, d’origine ethnique, de genre, de nationalité, d’affiliation politique, de race d’orientation sexuelle, de statut social ou tout autre facteur s’interposent entre mon devoir et mon patient;
Je respecterai les secrets qui me seront confiés, même après la mort de mon patient;
J’exercerai ma profession avec conscience et dignité, dans le respect des bonnes pratiques médicales;
Je perpétuerai l’honneur et les nobles traditions de la profession médicale;
Je témoignerai à mes professeurs, à mes collègues et à mes étudiants le respect et la reconnaissance qui leur sont dus;
Je partagerai mes connaissances médicales au bénéfice du patient et pour les progrès des soins de santé;
Je veillerai à ma propre santé, à mon bien-être et au maintien de ma formation afin de prodiguer des soins irréprochables;
Je n’utiliserai pas mes connaissances médicales pour enfreindre les droits humains et libertés civiques, même sous la contrainte;

Je fais ces promesses sur mon honneur, solennellement, librement. 
Contrairement au serment d'Hippocrate, la Déclaration de Genève ne prévoit rien pour les descendants des personnes ayant prêté serment. Elle ne contient aucune référence aux dieux, aucune interdiction d'intervention chirurgicale, aucune restriction explicite à l'euthanasie ou à l'avortement, mais simplement un engagement au «plus grand respect de la vie humaine».

### Pertinence aujourd'hui?
Dans les sociétés occidentales, le serment d’Hippocrate reste le plus ancien guide moral pour les médecins. Bien qu’il ait été remplacé par des serments plus courants, il est toujours considéré comme un texte sacré et est souvent cité au début de la carrière médicale. Il met l'accent sur le professionnalisme, l'intégrité, la bienfaisance et la dignité humaine en médecine. Cependant, le serment d’Hippocrate et le serment du médecin ne sont pas juridiquement contraignants, ils sont considérés comme une référence éthique essentielle pour guider les actions et réflexions futures des praticiens. Cela peut être source de confusion pour les jeunes médecins, qui ne savent pas s'ils doivent respecter le serment ou la loi. Malgré son importance symbolique, le serment d’Hippocrate ne peut pas toujours refléter les développements les plus récents de la pratique médicale. De plus, un médecin qui néglige ou viole ses devoirs peut être tenu responsable devant les tribunaux pour négligence, même s’ils ne sont pas légalement liés par le serment.